# لاسوتکا
لاسوتکا (به لاتین: Lasotka) یک روستا در لهستان است که در گمینا ایووو واقع شده‌است. لاسوتکا ۱۱۰ نفر جمعیت دارد.